# Flèche wallonne 2020
Cet article concerne la compétition masculine. Pour la compétition féminine, voir Flèche wallonne féminine 2020.
La Flèche wallonne 2020 est la 84e édition de cette course cycliste masculine sur route. Elle a lieu le 30 septembre 2020 dans la province de Liège, en Belgique, et fait partie du calendrier UCI World Tour 2020 en catégorie 1.UWT. Cette édition a été remportée par le Suisse Marc Hirschi de l'équipe Sunweb.

## Présentation
La Flèche wallonne connaît en 2020 sa 84e édition. Créée en 1936 par le journal Les Sports, elle est organisée depuis 1993 par Amaury Sport Organisation (ASO), ancienne Société du Tour de France. Initialement prévue le 22 avril, elle est déplacée en septembre en raison de la pandémie de Covid-19.

### Parcours
La Flèche wallonne est tracée sur un parcours total de 202 kilomètres avec quelques changements par rapport à l'édition précédente. La principale nouveauté est que la ligne de départ est placée à Herve située en Région wallonne, pour finir au traditionnel Mur de Huy. La Côte de Cherave disparaît du parcours, tandis que le Mur de Huy est une nouvelle fois escaladée à trois reprises.
Dix côtes sont répertoriées pour cette édition :
| Num | Nom                        | Longueur (m) | Pente moyenne | Kilomètre |
| --- | -------------------------- | ------------ | ------------- | --------- |
| 1   | Côte de Trasenster         | 3300         | 4,9 %         | 30,5      |
| 2   | Côte d'Ereffe              | 2100         | 5 %           | 119,5     |
| 3   | Côte du chemin des Gueuses | 1800         | 6,5 %         | 128,5     |
| 4   | Mur de Huy (1er passage)   | 1300         | 9,6 %         | 138,5     |
| 5   | Côte d'Ereffe              | 2100         | 5 %           | 151       |
| 6   | Côte du chemin des Gueuses | 1800         | 6,5 %         | 160,5     |
| 7   | Mur de Huy (2e passage)    | 1300         | 9,6 %         | 170       |
| 8   | Côte d'Ereffe              | 2100         | 5 %           | 183       |
| 9   | Côte du chemin des Gueuses | 1800         | 6,5 %         | 192,5     |
| 10  | Mur de Huy (3e passage)    | 1300         | 9,6 %         | 202       |

### Favoris
En l'absence d'Alejandro Valverde (Movistar) et de Julian Alaphilippe (Deceuninck-QuickStep), vainqueurs des six dernières éditions, aucun ancien vainqueur n'est au départ de l'épreuve. Les deux coureurs se réservent pour Liège-Bastogne-Liège. Philippe Gilbert (Lotto-Soudal), vainqueur 2011, est lui présent sur le BinckBank Tour.
Parmi les participants, figurent d'anciens coureurs montés sur le podium, à savoir Dan Martin (Israel Start-Up Nation), Dylan Teuns (Bahrain-McLaren), Michał Kwiatkowski (Ineos Grenadiers), Diego Ulissi et Sergio Henao (UAE Team Emirates), Michael Albasini (Mitchelton-Scott) et Jelle Vanendert (Bingoal-Wallonie Bruxelles).
Six des dix premiers coureurs du dernier Tour de France sont au départ, dont le vainqueur Tadej Pogačar (UAE Team Emirates). Il y a également le troisième du Tour Richie Porte (Trek-Segafredo) dont il s'agit de la deuxième participation, tandis que Miguel Ángel López (Astana Pro Team), Rigoberto Urán (EF Pro Cycling), Tom Dumoulin (Jumbo-Visma), ainsi que Mikel Landa (Bahrain-McLaren) sont cités parmi les outsiders. 
Les autres prétendants à la victoire sont Marc Hirschi, vainqueur d'une étape du Tour de France et médaillé de bronze aux mondiaux trois jours plus tôt, Alexey Lutsenko (Astana), le vainqueur du Dauphiné Daniel Martínez et son coéquipier Sergio Higuita (EF Pro Cycling).

## Équipes
| WorldTeams (19)- Deceuninck-Quick Step - Astana - UAE Team Emirates - Lotto Soudal - Bora-Hansgrohe - Trek-Segafredo - Team Sunweb - NTT Pro Cycling - Movistar Team - AG2R La Mondiale - Bahrain McLaren - Jumbo-Visma - Ineos Grenadiers - Groupama-FDJ - CCC Team - EF Pro Cycling - Cofidis - Mitchelton-Scott - Israel Start-Up Nation ProTeams (6)- Circus-Wanty Gobert - Sport Vlaanderen-Baloise - Bingoal-Wallonie Bruxelles - Alpecin-Fenix - Total Direct Énergie - Arkéa-Samsic |
| |

## Récit de la course
Une échappée de quatre hommes prend forme après une dizaine de kilomètres de course. Elle comprend le Français Marlon Gaillard, le Néerlandais Mathijs Paasschens ainsi que les Belges Aaron Van Poucke et Mauri Vansevenant. En poursuite, Ide Schelling et Alessandro De Marchi restent à égale distance de la tête de course et du peloton avant d'être repris par ce dernier. Rui Costa s'échappe du peloton pendant quelques kilomètres. Rigoberto Urán place une grosse attaque lors de la dernière ascension du Chemin des Gueuses et parvient à rejoindre Vansevenant, rescapé de l'échappée initiale qui vient de chuter dans la dernière descente vers Huy à 4 km de l'arrivée. Tous deux sont repris au pied de la dernière montée du mur de Huy. Dans le dernier hectomètre Michael Woods est en tête suivi par le Suisse Marc Hirschi et le Français Benoît Cosnefroy. C'est finalement le coureur suisse qui s'impose devant les deux autres. 
Il s'agit de la première victoire de Marc Hirschi dans une classique, et du second Suisse à s'imposer sur cette course après Ferdinand Kübler en 1951 et 1952. Il devient également à 22 ans le plus jeune vainqueur de la course depuis Philémon De Meersman, lauréat de la première édition en 1936 et le premier coureur à s'imposer dès sa première participation depuis Eddy Merckx en 1967.

## Classements

### Classement de la course
| \| Classement général \| Classement général \| Classement général \| Classement général \| Classement général \| \| Coureur \| Coureur \| Pays \| Équipe \| Temps \| \| ------------------ \| ------------------ \| ------------------ \| ---------------------- \| ------------------ \| \| 1er \| Marc Hirschi \| Suisse \| Team Sunweb \| 4 h 49 min 17 s \| \| 2e \| Benoît Cosnefroy \| France \| AG2R La Mondiale \| + 0 s \| \| 3e \| Michael Woods \| Canada \| EF Pro Cycling \| + 0 s \| \| 4e \| Warren Barguil \| France \| Arkéa-Samsic \| + 0 s \| \| 5e \| Dan Martin \| Irlande \| Israel Start-Up Nation \| + 0 s \| \| 6e \| Michał Kwiatkowski \| Pologne \| Ineos Grenadiers \| + 0 s \| \| 7e \| Patrick Konrad \| Autriche \| Bora-Hansgrohe \| + 5 s \| \| 8e \| Richie Porte \| Australie \| Trek-Segafredo \| + 5 s \| \| 9e \| Tadej Pogačar \| Slovénie \| UAE Team Emirates \| + 5 s \| \| 10e \| Simon Geschke \| Allemagne \| CCC Team \| + 10 s \| |                    |           |                        |                 |
| |                    |           |                        |                 |
| Source : ProCyclingStats |                    |           |                        |                 |
| Classement général |                    |           |                        |                 |
| Coureur | Coureur            | Pays      | Équipe                 | Temps           |
| 1er | Marc Hirschi       | Suisse    | Team Sunweb            | 4 h 49 min 17 s |
| 2e | Benoît Cosnefroy   | France    | AG2R La Mondiale       | + 0 s           |
| 3e | Michael Woods      | Canada    | EF Pro Cycling         | + 0 s           |
| 4e | Warren Barguil     | France    | Arkéa-Samsic           | + 0 s           |
| 5e | Dan Martin         | Irlande   | Israel Start-Up Nation | + 0 s           |
| 6e | Michał Kwiatkowski | Pologne   | Ineos Grenadiers       | + 0 s           |
| 7e | Patrick Konrad     | Autriche  | Bora-Hansgrohe         | + 5 s           |
| 8e | Richie Porte       | Australie | Trek-Segafredo         | + 5 s           |
| 9e | Tadej Pogačar      | Slovénie  | UAE Team Emirates      | + 5 s           |
| 10e | Simon Geschke      | Allemagne | CCC Team               | + 10 s          |

### Classements UCI
La course attribue des points au Classement mondial UCI 2020 selon le barème suivant.
| Position           | 1er | 2e  | 3e  | 4e  | 5e  | 6e  | 7e  | 8e  | 9e | 10e | 11e | 12e | 13e | 14e | 15e | 16e à 20e | 21e à 30e | 31e à 50e | 51e à 55e | 56e à 60e |
| Classement général | 400 | 320 | 260 | 220 | 180 | 140 | 120 | 100 | 80 | 68  | 56  | 48  | 40  | 32  | 28  | 24        | 16        | 8         | 4         | 2         |

## Liste des participants
| Légende | Légende                                                                    | Légende | Légende                                                    |
| ------- | -------------------------------------------------------------------------- | ------- | ---------------------------------------------------------- |
| Num     | Dossard de départ porté par le coureur sur cette Flèche wallonne           | Pos     | Position à l'arrivée de la course                          |
|         | Indique un maillot de champion national ou mondial, suivi de sa spécialité | NP      | Indique un coureur qui n'a pas pris le départ de la course |
| AB      | Indique un coureur qui n'a pas terminé la course                           | HD      | Indique un coureur qui a terminé la course hors des délais |

| Deceuninck-Quick Step DQT | Deceuninck-Quick Step DQT | Deceuninck-Quick Step DQT |
| ------------------------- | ------------------------- | ------------------------- |
| Num                       | Coureur                   | Pos                       |
| 1                         | Bob Jungels (LUX)         | 70e                       |
| 2                         | Andrea Bagioli (ITA)      | 19e                       |
| 3                         | Rémi Cavagna (FRA)        | 81e                       |
| 4                         | Tim Declercq (BEL)        | 67e                       |
| 5                         | Dries Devenyns (BEL)      | 36e                       |
| 6                         | Ian Garrison (USA)        | 141e                      |
| 7                         | Mauri Vansevenant (BEL)   | 84e                       |

| Astana AST | Astana AST                  | Astana AST |
| ---------- | --------------------------- | ---------- |
| Num        | Coureur                     | Pos        |
| 11         | Omar Fraile (ESP)           | 27e        |
| 12         | Rodrigo Contreras (COL)     | 139e       |
| 13         | Jonas Gregaard Wilsly (DEN) | NP         |
| 14         | Hugo Houle (CAN)            | 20e        |
| 15         | Gorka Izagirre (ESP)        | 23e        |
| 16         | Merhawi Kudus (ERI)         | 46e        |

| UAE Team Emirates UAD | UAE Team Emirates UAD      | UAE Team Emirates UAD |
| --------------------- | -------------------------- | --------------------- |
| Num                   | Coureur                    | Pos                   |
| 21                    | Tadej Pogačar (SLO)        | 9e                    |
| 22                    | Andrés Camilo Ardila (COL) | AB                    |
| 23                    | Rui Costa (POR) (route)    | 85e                   |
| 24                    | Sergio Henao (COL)         | 76e                   |
| 25                    | Cristian Muñoz (COL)       | AB                    |
| 26                    | Jan Polanc (SLO)           | 61e                   |
| 27                    | Edward Ravasi (ITA)        | 143e                  |

| Lotto-Soudal LTS | Lotto-Soudal LTS         | Lotto-Soudal LTS |
| ---------------- | ------------------------ | ---------------- |
| Num              | Coureur                  | Pos              |
| 31               | Tim Wellens (BEL)        | 21e              |
| 32               | Stan Dewulf (BEL)        | 103e             |
| 33               | Frederik Frison (BEL)    | AB               |
| 34               | Kobe Goossens (BEL)      | 63e              |
| 35               | Rémy Mertz (BEL)         | 138e             |
| 36               | Tosh Van der Sande (BEL) | 113e             |
| 37               | Brent Van Moer (BEL)     | 106e             |

| Bora-Hansgrohe BOH | Bora-Hansgrohe BOH        | Bora-Hansgrohe BOH |
| ------------------ | ------------------------- | ------------------ |
| Num                | Coureur                   | Pos                |
| 41                 | Lennard Kämna (GER)       | 62e                |
| 42                 | Patrick Gamper (AUT)      | 142e               |
| 43                 | Oscar Gatto (ITA)         | AB                 |
| 44                 | Patrick Konrad (AUT)      | 7e                 |
| 45                 | Jay McCarthy (AUS)        | 52e                |
| 46                 | Juraj Sagan (SVK) (route) | AB                 |
| 47                 | Ide Schelling (NED)       | 124e               |

| Trek-Segafredo TFS | Trek-Segafredo TFS     | Trek-Segafredo TFS |
| ------------------ | ---------------------- | ------------------ |
| Num                | Coureur                | Pos                |
| 51                 | Richie Porte (AUS)     | 8e                 |
| 52                 | Alexander Kamp (DEN)   | 118e               |
| 53                 | Juan Pedro López (ESP) | 128e               |
| 54                 | Michel Ries (LUX)      | 88e                |
| 55                 | Quinn Simmons (USA)    | 135e               |
| 56                 | Toms Skujiņš (LAT)     | 40e                |

| Team Sunweb SUN | Team Sunweb SUN       | Team Sunweb SUN |
| --------------- | --------------------- | --------------- |
| Num             | Coureur               | Pos             |
| 61              | Marc Hirschi (SUI)    | 1er             |
| 62              | Thymen Arensman (NED) | 99e             |
| 63              | Mark Donovan (GBR)    | 89e             |
| 64              | Felix Gall (AUT)      | AB              |
| 65              | Robert Power (AUS)    | 51e             |
| 66              | Michael Storer (AUS)  | 78e             |
| 67              | Ilan Van Wilder (BEL) | 48e             |

| NTT Pro Cycling NTT | NTT Pro Cycling NTT       | NTT Pro Cycling NTT |
| ------------------- | ------------------------- | ------------------- |
| Num                 | Coureur                   | Pos                 |
| 71                  | Enrico Gasparotto (SUI)   | 30e                 |
| 72                  | Carlos Barbero (ESP)      | 98e                 |
| 73                  | Samuele Battistella (ITA) | 114e                |
| 74                  | Benjamin Dyball (AUS)     | AB                  |
| 75                  | Benjamin King (USA)       | 120e                |
| 76                  | Roman Kreuziger (CZE)     | AB                  |
| 77                  | Gino Mäder (SUI)          | 83e                 |

| Movistar Team MOV | Movistar Team MOV        | Movistar Team MOV |
| ----------------- | ------------------------ | ----------------- |
| Num               | Coureur                  | Pos               |
| 81                | Jorge Arcas (ESP)        | 69e               |
| 82                | Juan Diego Alba (COL)    | 126e              |
| 83                | Iñigo Elosegui (ESP)     | 123e              |
| 84                | Matteo Jorgenson (USA)   | 32e               |
| 85                | Eduard Prades (ESP)      | 53e               |
| 86                | José Joaquín Rojas (ESP) | 47e               |

| AG2R La Mondiale ALM | AG2R La Mondiale ALM      | AG2R La Mondiale ALM |
| -------------------- | ------------------------- | -------------------- |
| Num                  | Coureur                   | Pos                  |
| 91                   | Mikaël Cherel (FRA)       | 82e                  |
| 92                   | Clément Champoussin (FRA) | 24e                  |
| 93                   | Benoît Cosnefroy (FRA)    | 2e                   |
| 94                   | Mathias Frank (SUI)       | 91e                  |
| 95                   | Dorian Godon (FRA)        | 79e                  |
| 96                   | Quentin Jauregui (FRA)    | 92e                  |
| 97                   | Alexis Vuillermoz (FRA)   | 26e                  |

| Bahrain McLaren TBM | Bahrain McLaren TBM     | Bahrain McLaren TBM |
| ------------------- | ----------------------- | ------------------- |
| Num                 | Coureur                 | Pos                 |
| 101                 | Mikel Landa (ESP)       | 100e                |
| 102                 | Santiago Buitrago (COL) | 43e                 |
| 103                 | Kevin Inkelaar (NED)    | 95e                 |
| 104                 | Matej Mohorič (SLO)     | 25e                 |
| 105                 | Wout Poels (NED)        | 16e                 |
| 106                 | Dylan Teuns (BEL)       | 75e                 |
| 107                 | Stephen Williams (GBR)  | 116e                |

| Jumbo-Visma TJV | Jumbo-Visma TJV        | Jumbo-Visma TJV |
| --------------- | ---------------------- | --------------- |
| Num             | Coureur                | Pos             |
| 111             | Tom Dumoulin (NED)     | AB              |
| 112             | Laurens De Plus (BEL)  | 133e            |
| 113             | Lennard Hofstede (NED) | 31e             |
| 114             | Tom Leezer (NED)       | AB              |
| 115             | Paul Martens (GER)     | 107e            |
| 116             | Jonas Vingegaard (DEN) | 71e             |

| Ineos Grenadiers IGD | Ineos Grenadiers IGD     | Ineos Grenadiers IGD |
| -------------------- | ------------------------ | -------------------- |
| Num                  | Coureur                  | Pos                  |
| 121                  | Michał Kwiatkowski (POL) | 6e                   |
| 122                  | Michał Gołaś (POL)       | AB                   |
| 123                  | Ethan Hayter (GBR)       | 60e                  |
| 124                  | Sebastián Henao (COL)    | 110e                 |
| 125                  | Iván Sosa (COL)          | AB                   |
| 126                  | Cameron Wurf (AUS)       | 109e                 |

| Circus-Wanty Gobert CWG | Circus-Wanty Gobert CWG    | Circus-Wanty Gobert CWG |
| ----------------------- | -------------------------- | ----------------------- |
| Num                     | Coureur                    | Pos                     |
| 131                     | Jan Bakelants (BEL)        | 34e                     |
| 132                     | Thomas Degand (BEL)        | 112e                    |
| 133                     | Fabien Doubey (FRA)        | AB                      |
| 134                     | Odd Christian Eiking (NOR) | NP                      |
| 135                     | Maurits Lammertink (NED)   | 38e                     |
| 136                     | Simone Petilli (ITA)       | 45e                     |
| 137                     | Kévin Van Melsen (BEL)     | AB                      |

| Groupama-FDJ GFC | Groupama-FDJ GFC                    | Groupama-FDJ GFC |
| ---------------- | ----------------------------------- | ---------------- |
| Num              | Coureur                             | Pos              |
| 141              | Valentin Madouas (FRA)              | 11e              |
| 142              | Bruno Armirail (FRA)                | 56e              |
| 143              | Matthieu Ladagnous (FRA)            | AB               |
| 144              | Rudy Molard (FRA)                   | 14e              |
| 145              | Sébastien Reichenbach (SUI) (route) | AB               |
| 146              | Anthony Roux (FRA)                  | 55e              |
| 147              | Romain Seigle (FRA)                 | AB               |

| CCC Team CCC | CCC Team CCC               | CCC Team CCC |
| ------------ | -------------------------- | ------------ |
| Num          | Coureur                    | Pos          |
| 151          | Simon Geschke (GER)        | 10e          |
| 152          | William Barta (USA)        | 73e          |
| 153          | Alessandro De Marchi (ITA) | 86e          |
| 154          | Jan Hirt (CZE)             | 39e          |
| 155          | Michał Paluta (POL)        | 105e         |
| 156          | Georg Zimmermann (GER)     | 57e          |

| EF Pro Cycling EF1 | EF Pro Cycling EF1           | EF Pro Cycling EF1 |
| ------------------ | ---------------------------- | ------------------ |
| Num                | Coureur                      | Pos                |
| 161                | Daniel Martínez (COL)        | 13e                |
| 162                | Hugh Carthy (GBR)            | AB                 |
| 163                | Sergio Higuita (COL) (route) | AB                 |
| 164                | Alex Howes (USA)             | 125e               |
| 165                | Jens Keukeleire (BEL)        | 94e                |
| 166                | Rigoberto Urán (COL)         | 80e                |
| 167                | Michael Woods (CAN)          | 3e                 |

| Cofidis COF | Cofidis COF               | Cofidis COF |
| ----------- | ------------------------- | ----------- |
| Num         | Coureur                   | Pos         |
| 171         | Jesús Herrada (ESP)       | 15e         |
| 172         | Fernando Barceló (ESP)    | 121e        |
| 173         | Eddy Finé (FRA)           | 127e        |
| 174         | José Herrada (ESP)        | 102e        |
| 175         | Victor Lafay (FRA)        | 64e         |
| 176         | Luis Ángel Maté (ESP)     | 111e        |
| 177         | Pierre-Luc Périchon (FRA) | 101e        |

| Mitchelton-Scott MTS | Mitchelton-Scott MTS   | Mitchelton-Scott MTS |
| -------------------- | ---------------------- | -------------------- |
| Num                  | Coureur                | Pos                  |
| 181                  | Nick Schultz (AUS)     | 18e                  |
| 182                  | Michael Albasini (SUI) | 49e                  |
| 183                  | Jack Bauer (NZL)       | 87e                  |
| 184                  | Tsgabu Grmay (ETH)     | 119e                 |
| 185                  | Daryl Impey (RSA)      | 108e                 |
| 186                  | Barnabás Peák (HUN)    | AB                   |

| Sport Vlaanderen-Baloise SVB | Sport Vlaanderen-Baloise SVB | Sport Vlaanderen-Baloise SVB |
| ---------------------------- | ---------------------------- | ---------------------------- |
| Num                          | Coureur                      | Pos                          |
| 191                          | Thomas Sprengers (BEL)       | 54e                          |
| 192                          | Lindsay De Vylder (BEL)      | 140e                         |
| 193                          | Kevin Deltombe (BEL)         | 117e                         |
| 194                          | Julian Mertens (BEL)         | 93e                          |
| 195                          | Emiel Planckaert (BEL)       | 134e                         |
| 196                          | Aaron Van Poucke (BEL)       | 136e                         |
| 197                          | Jordi Warlop (BEL)           | AB                           |

| Alpecin-Fenix AFC | Alpecin-Fenix AFC       | Alpecin-Fenix AFC |
| ----------------- | ----------------------- | ----------------- |
| Num               | Coureur                 | Pos               |
| 201               | Louis Vervaeke (BEL)    | 22e               |
| 202               | Jimmy Janssens (BEL)    | 59e               |
| 203               | Kristian Sbaragli (ITA) | 29e               |
| 204               | Scott Thwaites (GBR)    | 96e               |
| 205               | Ben Tulett (GBR)        | 35e               |
| 206               | Petr Vakoč (CZE)        | 41e               |
| 207               | Otto Vergaerde (BEL)    | 131e              |

| Bingoal-Wallonie Bruxelles WVA | Bingoal-Wallonie Bruxelles WVA | Bingoal-Wallonie Bruxelles WVA |
| ------------------------------ | ------------------------------ | ------------------------------ |
| Num                            | Coureur                        | Pos                            |
| 211                            | Jelle Vanendert (BEL)          | 12e                            |
| 212                            | Laurens Huys (BEL)             | 33e                            |
| 213                            | Eliot Lietaer (BEL)            | 66e                            |
| 214                            | Arjen Livyns (BEL)             | 77e                            |
| 215                            | Kenny Molly (BEL)              | 68e                            |
| 216                            | Mathijs Paasschens (NED)       | 115e                           |
| 217                            | Dimitri Peyskens (BEL)         | 132e                           |

| Israel Start-Up Nation ISN | Israel Start-Up Nation ISN | Israel Start-Up Nation ISN |
| -------------------------- | -------------------------- | -------------------------- |
| Num                        | Coureur                    | Pos                        |
| 221                        | Dan Martin (IRL)           | 5e                         |
| 222                        | Omer Goldstein (ISR)       | 122e                       |
| 223                        | Ben Hermans (BEL)          | AB                         |
| 224                        | Reto Hollenstein (SUI)     | 129e                       |
| 225                        | Krists Neilands (LAT)      | 17e                        |
| 226                        | James Piccoli (CAN)        | 65e                        |
| 227                        | Rory Sutherland (AUS)      | 130e                       |

| Total Direct Énergie TDE | Total Direct Énergie TDE | Total Direct Énergie TDE |
| ------------------------ | ------------------------ | ------------------------ |
| Num                      | Coureur                  | Pos                      |
| 231                      | Jonathan Hivert (FRA)    | 44e                      |
| 232                      | Mathieu Burgaudeau (FRA) | 50e                      |
| 233                      | Valentin Ferron (FRA)    | 72e                      |
| 234                      | Marlon Gaillard (FRA)    | 137e                     |
| 235                      | Fabien Grellier (FRA)    | 90e                      |
| 236                      | Paul Ourselin (FRA)      | AB                       |
| 237                      | Julien Simon (FRA)       | 28e                      |

| Arkéa-Samsic ARK | Arkéa-Samsic ARK        | Arkéa-Samsic ARK |
| ---------------- | ----------------------- | ---------------- |
| Num              | Coureur                 | Pos              |
| 241              | Warren Barguil (FRA)    | 4e               |
| 242              | Winner Anacona (COL)    | 97e              |
| 243              | Franck Bonnamour (FRA)  | 42e              |
| 244              | Benjamin Declercq (BEL) | 104e             |
| 245              | Romain Hardy (FRA)      | 37e              |
| 246              | Kévin Ledanois (FRA)    | 58e              |
| 247              | Łukasz Owsian (POL)     | 74e              |

| Deceuninck-Quick Step DQT | Deceuninck-Quick Step DQT | Deceuninck-Quick Step DQT |
| ------------------------- | ------------------------- | ------------------------- |
| Num                       | Coureur                   | Pos                       |
| 1                         | Bob Jungels (LUX)         | 70e                       |
| 2                         | Andrea Bagioli (ITA)      | 19e                       |
| 3                         | Rémi Cavagna (FRA)        | 81e                       |
| 4                         | Tim Declercq (BEL)        | 67e                       |
| 5                         | Dries Devenyns (BEL)      | 36e                       |
| 6                         | Ian Garrison (USA)        | 141e                      |
| 7                         | Mauri Vansevenant (BEL)   | 84e                       |

| Astana AST | Astana AST                  | Astana AST |
| ---------- | --------------------------- | ---------- |
| Num        | Coureur                     | Pos        |
| 11         | Omar Fraile (ESP)           | 27e        |
| 12         | Rodrigo Contreras (COL)     | 139e       |
| 13         | Jonas Gregaard Wilsly (DEN) | NP         |
| 14         | Hugo Houle (CAN)            | 20e        |
| 15         | Gorka Izagirre (ESP)        | 23e        |
| 16         | Merhawi Kudus (ERI)         | 46e        |

| UAE Team Emirates UAD | UAE Team Emirates UAD      | UAE Team Emirates UAD |
| --------------------- | -------------------------- | --------------------- |
| Num                   | Coureur                    | Pos                   |
| 21                    | Tadej Pogačar (SLO)        | 9e                    |
| 22                    | Andrés Camilo Ardila (COL) | AB                    |
| 23                    | Rui Costa (POR) (route)    | 85e                   |
| 24                    | Sergio Henao (COL)         | 76e                   |
| 25                    | Cristian Muñoz (COL)       | AB                    |
| 26                    | Jan Polanc (SLO)           | 61e                   |
| 27                    | Edward Ravasi (ITA)        | 143e                  |

| Lotto-Soudal LTS | Lotto-Soudal LTS         | Lotto-Soudal LTS |
| ---------------- | ------------------------ | ---------------- |
| Num              | Coureur                  | Pos              |
| 31               | Tim Wellens (BEL)        | 21e              |
| 32               | Stan Dewulf (BEL)        | 103e             |
| 33               | Frederik Frison (BEL)    | AB               |
| 34               | Kobe Goossens (BEL)      | 63e              |
| 35               | Rémy Mertz (BEL)         | 138e             |
| 36               | Tosh Van der Sande (BEL) | 113e             |
| 37               | Brent Van Moer (BEL)     | 106e             |

| Bora-Hansgrohe BOH | Bora-Hansgrohe BOH        | Bora-Hansgrohe BOH |
| ------------------ | ------------------------- | ------------------ |
| Num                | Coureur                   | Pos                |
| 41                 | Lennard Kämna (GER)       | 62e                |
| 42                 | Patrick Gamper (AUT)      | 142e               |
| 43                 | Oscar Gatto (ITA)         | AB                 |
| 44                 | Patrick Konrad (AUT)      | 7e                 |
| 45                 | Jay McCarthy (AUS)        | 52e                |
| 46                 | Juraj Sagan (SVK) (route) | AB                 |
| 47                 | Ide Schelling (NED)       | 124e               |

| Trek-Segafredo TFS | Trek-Segafredo TFS     | Trek-Segafredo TFS |
| ------------------ | ---------------------- | ------------------ |
| Num                | Coureur                | Pos                |
| 51                 | Richie Porte (AUS)     | 8e                 |
| 52                 | Alexander Kamp (DEN)   | 118e               |
| 53                 | Juan Pedro López (ESP) | 128e               |
| 54                 | Michel Ries (LUX)      | 88e                |
| 55                 | Quinn Simmons (USA)    | 135e               |
| 56                 | Toms Skujiņš (LAT)     | 40e                |

| Team Sunweb SUN | Team Sunweb SUN       | Team Sunweb SUN |
| --------------- | --------------------- | --------------- |
| Num             | Coureur               | Pos             |
| 61              | Marc Hirschi (SUI)    | 1er             |
| 62              | Thymen Arensman (NED) | 99e             |
| 63              | Mark Donovan (GBR)    | 89e             |
| 64              | Felix Gall (AUT)      | AB              |
| 65              | Robert Power (AUS)    | 51e             |
| 66              | Michael Storer (AUS)  | 78e             |
| 67              | Ilan Van Wilder (BEL) | 48e             |

| NTT Pro Cycling NTT | NTT Pro Cycling NTT       | NTT Pro Cycling NTT |
| ------------------- | ------------------------- | ------------------- |
| Num                 | Coureur                   | Pos                 |
| 71                  | Enrico Gasparotto (SUI)   | 30e                 |
| 72                  | Carlos Barbero (ESP)      | 98e                 |
| 73                  | Samuele Battistella (ITA) | 114e                |
| 74                  | Benjamin Dyball (AUS)     | AB                  |
| 75                  | Benjamin King (USA)       | 120e                |
| 76                  | Roman Kreuziger (CZE)     | AB                  |
| 77                  | Gino Mäder (SUI)          | 83e                 |

| Movistar Team MOV | Movistar Team MOV        | Movistar Team MOV |
| ----------------- | ------------------------ | ----------------- |
| Num               | Coureur                  | Pos               |
| 81                | Jorge Arcas (ESP)        | 69e               |
| 82                | Juan Diego Alba (COL)    | 126e              |
| 83                | Iñigo Elosegui (ESP)     | 123e              |
| 84                | Matteo Jorgenson (USA)   | 32e               |
| 85                | Eduard Prades (ESP)      | 53e               |
| 86                | José Joaquín Rojas (ESP) | 47e               |

| AG2R La Mondiale ALM | AG2R La Mondiale ALM      | AG2R La Mondiale ALM |
| -------------------- | ------------------------- | -------------------- |
| Num                  | Coureur                   | Pos                  |
| 91                   | Mikaël Cherel (FRA)       | 82e                  |
| 92                   | Clément Champoussin (FRA) | 24e                  |
| 93                   | Benoît Cosnefroy (FRA)    | 2e                   |
| 94                   | Mathias Frank (SUI)       | 91e                  |
| 95                   | Dorian Godon (FRA)        | 79e                  |
| 96                   | Quentin Jauregui (FRA)    | 92e                  |
| 97                   | Alexis Vuillermoz (FRA)   | 26e                  |

| Bahrain McLaren TBM | Bahrain McLaren TBM     | Bahrain McLaren TBM |
| ------------------- | ----------------------- | ------------------- |
| Num                 | Coureur                 | Pos                 |
| 101                 | Mikel Landa (ESP)       | 100e                |
| 102                 | Santiago Buitrago (COL) | 43e                 |
| 103                 | Kevin Inkelaar (NED)    | 95e                 |
| 104                 | Matej Mohorič (SLO)     | 25e                 |
| 105                 | Wout Poels (NED)        | 16e                 |
| 106                 | Dylan Teuns (BEL)       | 75e                 |
| 107                 | Stephen Williams (GBR)  | 116e                |

| Jumbo-Visma TJV | Jumbo-Visma TJV        | Jumbo-Visma TJV |
| --------------- | ---------------------- | --------------- |
| Num             | Coureur                | Pos             |
| 111             | Tom Dumoulin (NED)     | AB              |
| 112             | Laurens De Plus (BEL)  | 133e            |
| 113             | Lennard Hofstede (NED) | 31e             |
| 114             | Tom Leezer (NED)       | AB              |
| 115             | Paul Martens (GER)     | 107e            |
| 116             | Jonas Vingegaard (DEN) | 71e             |

| Ineos Grenadiers IGD | Ineos Grenadiers IGD     | Ineos Grenadiers IGD |
| -------------------- | ------------------------ | -------------------- |
| Num                  | Coureur                  | Pos                  |
| 121                  | Michał Kwiatkowski (POL) | 6e                   |
| 122                  | Michał Gołaś (POL)       | AB                   |
| 123                  | Ethan Hayter (GBR)       | 60e                  |
| 124                  | Sebastián Henao (COL)    | 110e                 |
| 125                  | Iván Sosa (COL)          | AB                   |
| 126                  | Cameron Wurf (AUS)       | 109e                 |

| Circus-Wanty Gobert CWG | Circus-Wanty Gobert CWG    | Circus-Wanty Gobert CWG |
| ----------------------- | -------------------------- | ----------------------- |
| Num                     | Coureur                    | Pos                     |
| 131                     | Jan Bakelants (BEL)        | 34e                     |
| 132                     | Thomas Degand (BEL)        | 112e                    |
| 133                     | Fabien Doubey (FRA)        | AB                      |
| 134                     | Odd Christian Eiking (NOR) | NP                      |
| 135                     | Maurits Lammertink (NED)   | 38e                     |
| 136                     | Simone Petilli (ITA)       | 45e                     |
| 137                     | Kévin Van Melsen (BEL)     | AB                      |

| Groupama-FDJ GFC | Groupama-FDJ GFC                    | Groupama-FDJ GFC |
| ---------------- | ----------------------------------- | ---------------- |
| Num              | Coureur                             | Pos              |
| 141              | Valentin Madouas (FRA)              | 11e              |
| 142              | Bruno Armirail (FRA)                | 56e              |
| 143              | Matthieu Ladagnous (FRA)            | AB               |
| 144              | Rudy Molard (FRA)                   | 14e              |
| 145              | Sébastien Reichenbach (SUI) (route) | AB               |
| 146              | Anthony Roux (FRA)                  | 55e              |
| 147              | Romain Seigle (FRA)                 | AB               |

| CCC Team CCC | CCC Team CCC               | CCC Team CCC |
| ------------ | -------------------------- | ------------ |
| Num          | Coureur                    | Pos          |
| 151          | Simon Geschke (GER)        | 10e          |
| 152          | William Barta (USA)        | 73e          |
| 153          | Alessandro De Marchi (ITA) | 86e          |
| 154          | Jan Hirt (CZE)             | 39e          |
| 155          | Michał Paluta (POL)        | 105e         |
| 156          | Georg Zimmermann (GER)     | 57e          |

| EF Pro Cycling EF1 | EF Pro Cycling EF1           | EF Pro Cycling EF1 |
| ------------------ | ---------------------------- | ------------------ |
| Num                | Coureur                      | Pos                |
| 161                | Daniel Martínez (COL)        | 13e                |
| 162                | Hugh Carthy (GBR)            | AB                 |
| 163                | Sergio Higuita (COL) (route) | AB                 |
| 164                | Alex Howes (USA)             | 125e               |
| 165                | Jens Keukeleire (BEL)        | 94e                |
| 166                | Rigoberto Urán (COL)         | 80e                |
| 167                | Michael Woods (CAN)          | 3e                 |

| Cofidis COF | Cofidis COF               | Cofidis COF |
| ----------- | ------------------------- | ----------- |
| Num         | Coureur                   | Pos         |
| 171         | Jesús Herrada (ESP)       | 15e         |
| 172         | Fernando Barceló (ESP)    | 121e        |
| 173         | Eddy Finé (FRA)           | 127e        |
| 174         | José Herrada (ESP)        | 102e        |
| 175         | Victor Lafay (FRA)        | 64e         |
| 176         | Luis Ángel Maté (ESP)     | 111e        |
| 177         | Pierre-Luc Périchon (FRA) | 101e        |

| Mitchelton-Scott MTS | Mitchelton-Scott MTS   | Mitchelton-Scott MTS |
| -------------------- | ---------------------- | -------------------- |
| Num                  | Coureur                | Pos                  |
| 181                  | Nick Schultz (AUS)     | 18e                  |
| 182                  | Michael Albasini (SUI) | 49e                  |
| 183                  | Jack Bauer (NZL)       | 87e                  |
| 184                  | Tsgabu Grmay (ETH)     | 119e                 |
| 185                  | Daryl Impey (RSA)      | 108e                 |
| 186                  | Barnabás Peák (HUN)    | AB                   |

| Sport Vlaanderen-Baloise SVB | Sport Vlaanderen-Baloise SVB | Sport Vlaanderen-Baloise SVB |
| ---------------------------- | ---------------------------- | ---------------------------- |
| Num                          | Coureur                      | Pos                          |
| 191                          | Thomas Sprengers (BEL)       | 54e                          |
| 192                          | Lindsay De Vylder (BEL)      | 140e                         |
| 193                          | Kevin Deltombe (BEL)         | 117e                         |
| 194                          | Julian Mertens (BEL)         | 93e                          |
| 195                          | Emiel Planckaert (BEL)       | 134e                         |
| 196                          | Aaron Van Poucke (BEL)       | 136e                         |
| 197                          | Jordi Warlop (BEL)           | AB                           |

| Alpecin-Fenix AFC | Alpecin-Fenix AFC       | Alpecin-Fenix AFC |
| ----------------- | ----------------------- | ----------------- |
| Num               | Coureur                 | Pos               |
| 201               | Louis Vervaeke (BEL)    | 22e               |
| 202               | Jimmy Janssens (BEL)    | 59e               |
| 203               | Kristian Sbaragli (ITA) | 29e               |
| 204               | Scott Thwaites (GBR)    | 96e               |
| 205               | Ben Tulett (GBR)        | 35e               |
| 206               | Petr Vakoč (CZE)        | 41e               |
| 207               | Otto Vergaerde (BEL)    | 131e              |

| Bingoal-Wallonie Bruxelles WVA | Bingoal-Wallonie Bruxelles WVA | Bingoal-Wallonie Bruxelles WVA |
| ------------------------------ | ------------------------------ | ------------------------------ |
| Num                            | Coureur                        | Pos                            |
| 211                            | Jelle Vanendert (BEL)          | 12e                            |
| 212                            | Laurens Huys (BEL)             | 33e                            |
| 213                            | Eliot Lietaer (BEL)            | 66e                            |
| 214                            | Arjen Livyns (BEL)             | 77e                            |
| 215                            | Kenny Molly (BEL)              | 68e                            |
| 216                            | Mathijs Paasschens (NED)       | 115e                           |
| 217                            | Dimitri Peyskens (BEL)         | 132e                           |

| Israel Start-Up Nation ISN | Israel Start-Up Nation ISN | Israel Start-Up Nation ISN |
| -------------------------- | -------------------------- | -------------------------- |
| Num                        | Coureur                    | Pos                        |
| 221                        | Dan Martin (IRL)           | 5e                         |
| 222                        | Omer Goldstein (ISR)       | 122e                       |
| 223                        | Ben Hermans (BEL)          | AB                         |
| 224                        | Reto Hollenstein (SUI)     | 129e                       |
| 225                        | Krists Neilands (LAT)      | 17e                        |
| 226                        | James Piccoli (CAN)        | 65e                        |
| 227                        | Rory Sutherland (AUS)      | 130e                       |

| Total Direct Énergie TDE | Total Direct Énergie TDE | Total Direct Énergie TDE |
| ------------------------ | ------------------------ | ------------------------ |
| Num                      | Coureur                  | Pos                      |
| 231                      | Jonathan Hivert (FRA)    | 44e                      |
| 232                      | Mathieu Burgaudeau (FRA) | 50e                      |
| 233                      | Valentin Ferron (FRA)    | 72e                      |
| 234                      | Marlon Gaillard (FRA)    | 137e                     |
| 235                      | Fabien Grellier (FRA)    | 90e                      |
| 236                      | Paul Ourselin (FRA)      | AB                       |
| 237                      | Julien Simon (FRA)       | 28e                      |

| Arkéa-Samsic ARK | Arkéa-Samsic ARK        | Arkéa-Samsic ARK |
| ---------------- | ----------------------- | ---------------- |
| Num              | Coureur                 | Pos              |
| 241              | Warren Barguil (FRA)    | 4e               |
| 242              | Winner Anacona (COL)    | 97e              |
| 243              | Franck Bonnamour (FRA)  | 42e              |
| 244              | Benjamin Declercq (BEL) | 104e             |
| 245              | Romain Hardy (FRA)      | 37e              |
| 246              | Kévin Ledanois (FRA)    | 58e              |
| 247              | Łukasz Owsian (POL)     | 74e              |